# Jon Amiel
Jon Amiel (Londra, 20 maggio 1948) è un regista e produttore televisivo britannico.

## Biografia
Dopo essersi laureato in Letteratura inglese all'Università di Cambridge, inizia una collaborazione con la Royal Shakespeare Company. In seguito lavora per la BBC, dove dirige alcuni documentari e varie produzioni televisive. Il suo debutto cinematografico dietro la macchina da presa risale al 1989 con Queen of Hearts.
Successivamente lavora per il cinema statunitense dirigendo film come Sommersby, Entrapment e The Core. Negli ultimi anni ha diretto alcuni episodi di serie televisive come I Tudors e I Borgia insieme al film biografico Creation, incentrato sulla vita di Charles Darwin.

## Filmografia

### Regista

#### Cinema
- Queen of Hearts (1989)
- Zia Julia e la telenovela (Tune in Tomorrow, 1990)
- Sommersby (1993)
- Copycat - Omicidi in serie (Copycat, 1995)
- L'uomo che sapeva troppo poco (The Man Who Knew Too Little, 1997)
- Entrapment (1999)
- The Core (2003)
- Creation (2009)

#### Televisione
- The Silent Twin – documentario TV, (1985)
- Screen Two – serie TV, episodio 2x02 (1986)
- The Singing Detective – miniserie TV (1986)
- Storyteller (The Storyteller) – serie TV, episodio 1x03 (1988)
- Eyes – serie TV, episodio 1x01 (2005)
- Reunion – serie TV, episodio 1x01 (2005)
- The Wedding Bells – serie TV (2007)
- I Tudors (The Tudors) – serie TV, episodi 2x09-2x10 (2008)
- I Borgia (The Borgias) – serie TV, episodi 2x03-2x04-3x03-3x04 (2012-2013)
- Twisted – serie TV, episodio 1x01 (2013)
- C'era una volta (Once Upon a Time) – serie TV, episodi 3x05-4x12 (2013)
- Deliverance Creek - Solo per vendetta – film TV (2014)
- Halt and Catch Fire – serie TV, episodio 1x07 (2014)
- Aquarius – serie TV, episodio 1x08 (2015)
- The Astronaut Wives Club – serie TV, 2 episodi (2015)
- Hemlock Grove – serie TV, episodio 3x07 (2015)
- Wicked City – serie TV, episodio 1x05 (2015)
- Outsiders – serie TV, episodio 1x05 (2016)
- Carnival Row – serie TV, episodi 1x07-1x08 (2019)
- The Walking Dead – serie TV, episodi 11x09-11x10 (2022)

### Produttore
- Semplicemente irresistibile (Simply Irresistible, 1999)
- The Wedding Bells (serie TV, 2007, un episodio)
- Deliverance Creek (film TV, 2014)